# Comuna Trîkratî, Voznesensk
Trîkratî (în ucraineană Трикрати) este o comună în raionul Voznesensk, regiunea Mîkolaiiv, Ucraina, formată din satele Aktove, Trîkratî (reședința), Vilnîi Iar și Zorea.

## Demografie
Componența lingvistică a comunei Trîkratî
     Ucraineană (91,48%)
     Rusă (6,81%)
     Română (1,3%)
     Alte limbi (0,22%)
Conform recensământului din 2001, majoritatea populației comunei Trîkratî era vorbitoare de ucraineană (91,48%), existând în minoritate și vorbitori de rusă (6,81%) și română (1,3%).